# الحركة الاشتراكية الوطنية (الولايات المتحدة)
الحركة الاشتراكية الوطنية (بالإنجليزية: National Socialist Movement وتختصر NSM)‏، هي منظمة نازية جديدة مقرها في ديترويت بولاية ميشيغان، وتُعتبر جزءًا من الجبهة الوطنية. ادعى الحزب [حزب الحركة الاشتراكية الوطنية] أنه أكبر منظمة اشتراكية وطنية في الولايات المتحدة. تشير الحركة إلى نفسها على أنها «منظمة حقوق مدنية للبيض» وتقارن نفسها مع الجمعية الوطنية للنهوض بالملونين، على الرغم من تصنيف مركز قانون الحاجة الجنوبي هذه الحركة على أنها مجموعة كراهية. يعترض الحزب على الإشارة إليه بـأوصاف مثل «عنصري» و«نازي جديد»، منوهًا إلى أن وصف أهدافهم بهذه الكلمات غير مرغوب به بل وغير دقيق أيضًا. تمتلك كل ولاية أعضاء في هذه الحركة ضمن مجموعات أصغر داخل مناطق تعرف باسم «مقاطعات». تعقد الحركة الاشتراكية الوطنية اجتماعات على المستوى الوطني، بالإضافة إلى عقدها اجتماعات على مستوى المقاطعات والوحدات الأصغر.
سُلمت قيادة المجموعة في يناير من عام 2019 إلى جيمس هارت ستيرن، وهو ناشط أسود سبق أن أعلن نيته في تقويض المجموعة و«القضاء عليها». صرح قائد المجموعة جيف شويب في بيان صحفي له في مارس من عام 2019 بأن ستيرن «لم يتحدث باسم الحركة الاشتراكية الوطنية، بالإضافة إلى أنه لم يمتلك أي أحقية قانونية فيها»، وتحدث علنًا ضد ستيرن مشيرًا أيضًا إلى مغادرته الحركة ومنح منصبه لبورت كولوتشي. تخلّى جيف شويب منذ ذلك الحين عن ماضيه العنصري وتورطه في أي مجموعات عنصرية.

## دعوى شارلوتسفيل القضائية ضد الحركة الاشتراكية الوطنية
رُفعت دعوتان قضائيتان في محكمة المقاطعة الأمريكية في المنطقة الغربية من فرجينيا وأخرى في محكمة فرجينيا الدورية، إذ استهدفت هذه الدعاوى 21 عنصريًا من قائدي «اليمين البديل» ومجموعة الكراهية، بما في ذلك الحركة الاشتراكية الوطنية وزعيمها جيف شويب، وذلك على خلفية أعمال الشغب والعنف التي اندلعت في أغسطس خلال احتجاجات شارلوتسفيل في مدينة شارلوتسفيل بولاية فيرجينيا. ضمت المنظمات المذكورة في كلتا الحالتين القضائيتين: الحركة الاشتراكية الوطنية، وحزب العمال التقليدي (TWP)، وعصبة الجنوب (LOS)، وفانغارد أميريكا، وهي مجموعة تدعي سيادة البيض أُسست قبل عامين من احتجاجات شارلوتسفيل وادعت امتلاكها اثني عشر فرعًا أمريكيًا. اتهمت مجموعتان من مجموعات الكو كلوكس كلان هما لويال وايت نايتس وإيست كوست نايتس أوف ك ك ك في الدعوى القضائية الفيدرالية.
جاء في محضر المحكمة الفيدرالية المؤلف من 96 صفحة اتهام المتعصبين البيض بانتهاك قانون كو كلوكس كلان لعام 1871 وغيره من القوانين، وسعى المدّعون للحصول على تعويضات وتغريم المتعصبين بدفع الأضرار التأديبية. جاء في المحضر أيضًا مطالبة المحاكم بالتدخل والاستعانة بأوامر قانونية لمنع تكرار الأحداث المأساوية التي وقعت في شارلوتسفيل في 11 و12 أغسطس من عام 2017، ومنع استخدام الميليشيات الخاصة في مثل هذه الأحداث. وُصف المدعون الذين عُينوا في محضر الدعوى الفيدرالية المؤلف من 96 صفحة بأنهم «طلاب القانون في جامعة فيرجينيا وطاقمها التدريسي، ورجال دين، وكهنة، وآباء، وأطباء، ورجال أعمال، بيض وسُمر وسود، مسيحيون ويهود، صغار وكبار في العمر». ضمت قائمة المدعين في محضر دعوى الدولة القضائية المكون من 81 صفحة مجلس مدينة شارلوتسفيل إلى جانب العديد من الشركات والجمعيات السكنية.
زعمت دعوى الدولة القضائية والدعوى الفيدرالية القضائية على حد سواء أنه خُطط لاحتجاجات أغسطس في شارلوتسفيل لأسابيع، مع استخدام منظميها لوسائل التواصل الاجتماعي بشكل مكثف لتنظيم كل شيء بدءًا من توجيه المشاركين إلى شراء مشاعل تيكي وانتهاءً باستخدام نظام اتصالات قائم على الإنترنت مُصمم أساسًا للاعبين. زعمت الدعوى الفيدرالية القضائية أن «المئات من النازيين الجدد والعنصريين البيض قد سافروا لمسافات متفاوتة البعد للوصول إلى البلدة الجامعية ... من أجل إرهاب سكانها وارتكاب أعمال عنف واستخدام المدينة كخلفية لإبراز إعلام وأجندة الأمة القومية الجديدة».
ركزت دعوى الولاية القضائية على وصف الانتهاكات وملاحقتها، زعمت هذه الانتهاكات أنها ارتُكبت لغرض غير قانوني باستخدام قوات الميليشيات لحماية اليمين البديل ومظاهرات البيض القومية، في حين ركزت الدعوى الفيدرالية على ملاحقة انتهاكات الحقوق المدنية.

## تغيير القيادة
أفادت وكالة أسوشيتد برس في 28 فبراير من عام 2019 بحلول جيمس هارت ستيرن الناشط أسود البشرة محل جيف شويب مديرًا ورئيسًا للحركة الاشتراكية الوطنية في يناير من ذلك العام، وذلك وفقًا لسجلات جماعة ميشيغان. أصبح ستيرن زعيم الحركة بعد أن دعاه شويب لتقديم المساعدة، إذ أراد شويب الخروج من المنظمة بسبب القضايا القانونية التي كانت تتصاعد ضده آنذاك، وقال إنه يريد استخدام منصبه لتقويض مجموعته. كان ستيرن مفيدًا في السابق عندما حل أحد فروع كو كلوكس كلان في ميشيغان. كتب ستيرن في منشور له على إحدى المدونات في فبراير أنه عمل مع شويب للتخلي عن الصليب المعقوف النازي كرمز لهذه المجموعة واستعمال حرف أودال من الأبجدية الرونية بدلًا منه، وأفاد أيضًا أنه اجتمع مع شويب للتوقيع على إعلان يوضح إنكار الحركة الاشتراكية الوطنية لفكرة سيادة البيض.
بدأ ستيرن وشويب علاقتهما عندما اتصل شويب بـستيرن في عام 2014 للاستفسار عن علاقة الأخير بإدغار راي كيلن، رئيس فرع كو كلوكس كلان الذي حله ستيرن سابقًا. وفقًا لستيرن، قال شويب إن ستيرن كان أول رجل أسود يتواصل معه منذ مالكولم إكس. رتب ستيرن لعقد اجتماع بين الرجلين، بعد أن علم أن شويب كان في السابق متعصبًا أبيض. انخرط كل منهما منذ ذلك الحين في نقاشات حول الهولوكوست والصليب المعقوف والقومية البيضاء ومصير الحركة الاشتراكية الوطنية، مع محاولة ستيرن لتغيير آراء شويب. لم يستطع ستيرن القيام بذلك، ولكن قدُم شويب إليه في عام 2019 للحصول على المشورة بشأن المشاكل القانونية التي تواجه المجموعة. شعر شويب وكأن الحركة الاشتراكية الوطنية «طيور قطرس تحوم حول عنقه» وتمنى قطع العلاقات مع المجموعة من أجل بدء منظمة جديدة تكون أكثر تقديرًا في التيار القومي الأبيض. شجع ستيرن شويب لاحقًا على تسليم قيادة الحركة الاشتراكية الوطنية إليه، الأمر الذي وافق شويب عليه.
قدم ستيرن وثائقَ إلى المحكمة الفيدرالية في فيرجينيا، طالبًا منها إصدار حكم ضد المجموعة قبل إحالة إحدى الدعاوى القضائية المعلقة ذات الصلة باحتجاجات شارلوتسفيل، ولكن نظرًا إلى عدم سماح القانون لهذه الجماعة بأن تمثل نفسها في المحكمة، بحث ستيرن عن محامٍ من خارج المجموعة لإعادة تقديم الأوراق. لم يخطط ستيرن لحل الحركة الاشتراكية الوطنية بهدف منع أي من أعضائها السابقين من إعادة دمجها، بل خطط لتحويل موقع المجموعة على الإنترنت إلى موقع لتقديم دروس حول الهولوكوست.
علق مسؤول التواصل مع المجتمعات المحلية السابق للمجموعة ماثيو وارين هيمباتش قائلًا إن شويب كان على صراع مع عضويته في الحركة الاشتراكية الوطنية التي قاومت التغييرات الأيديولوجية التي أراد شويب القيام بها، إذ أرادت الحركة أن تظل «مجموعةً واهنةً سياسيًا ومؤمنةً بسيادة البيض». قدر هيمباخ وجود أربعين عضوًا في المجموعة ممن يدفعون مستحقاتهم بدءًا من العام السابق. حصل ستيرن على الفضل في «القضاء» على الحركة الاشتراكية الوطنية، في مقطع فيديو نُشر على مدونته. يُعتبر بيرت كولوتشي «القائد» الحالي للحركة الاشتراكية الوطنية، وهو منصب اعترض عليه الكثيرون من خارج المجموعة النازية الجديدة.[بحاجة لمصدر]
توفي جيمس ستيرن بسبب السرطان في 11 أكتوبر من عام 2019، تاركًا خططه المستقبلية المتعلقة بالحركة الاشتراكية الوطنية مجهولة المصير.
تخلّى جيف شويب منذ ذلك الحين عن ماضيه العنصري وانخراطه في أي مجموعات عنصرية.

## وصلات خارجية
- National Socialist Movement Headquarters Official Website
- http://articles.latimes.com/2010/oct/19/local/la-me-nazi-candidate-20101019